# Kantoorteken
Het kantoorteken is een keurteken in de edelsmeedkunst dat aangeeft welk waarborgkantoor een voorwerp gekeurd heeft.
Het kantoorteken werd in de Nederlanden voor het eerste voorgeschreven door de Franse Waarborgwet. In de bij Frankrijk ingelijfde Zuidelijke Nederlanden bestond het kantoorteken van 1798 tot 1809 uit een mannenkop en face met een cijfer dat verwees naar het Bureau de Garantie. Van 1809 tot 1814 uit een bebaarde mannenkop en profil in een cirkel.
Sinds 1814 bestaat het kantoorteken in Nederland uit een minervakop met in de helm een letter die verwijst naar het waarborgkantoor.
In de zuidelijke provincies van het koninkrijk bestond het kantoorteken van 1815 tot 1832 uit een hand met een staf, dat in België in 1832 werd vervangen door een mercuriushoofd. Met de verandering van de Belgische Waarborgwet in 1869 is daar het kantoorteken afgeschaft.